# Селище № 2
селище № 2 (рос. Посёлок № 2) — селище у Всеволожському районі Ленінградської області Російської Федерації.
Населення становить 17 осіб. Належить до муніципального утворення Рах'їнське міське поселення.

## Історія
Від 1 серпня 1927 року належить до Ленінградської області.

## Населення
| 2007 | 2010 | 2017 |
| ---- | ---- | ---- |
| 5    | ↗24  | ↘17  |